# Parque Natural de São Jorge
O Parque Natural de São Jorge (PNISJO) é uma estrutura de conservação da natureza que agrega as áreas protegidas situadas na ilha de São Jorge e no mar territorial a ela contíguo. Foi criado pelo Decreto Legislativo Regional n.º 10/2011/A, de 28 de Março, e é um dos nove Parques Naturais de Ilha que integram a Rede de Áreas Protegidas dos Açores, o dispositivo territorial de protecção da natureza e da biodiversidade do arquipélago dos Açores.

## Áreas protegidas
- Área Ecológica Especial da Lagoa da Fajã da Caldeira de Santo Cristo
- Área Ecológica Especial do Lugar da Caldeira de Santo Cristo
- Reserva Natural Parcial da Lagoa da Fajã da Caldeira de Santo Cristo, Lagoa de Santo Cristo
- Reserva Natural Parcial do Ilhéu do Topo, Ilhéu do Topo
- Reserva Florestal de Recreio das Sete Fontes
- Reserva Florestal Parcial do Pico do Areeiro, Pico do Areeiro
- Reserva Florestal Parcial do Pico das Caldeirinhas, Pico das Caldeirinhas
- Reserva Florestal Parcial do Pico do Carvão, Pico do Carvão
- Reserva Florestal Parcial do Pico da Esperança, Pico da Esperança
- Reserva Florestal de Recreio da Silveira
- Zona de Protecção Especial para a Avifauna do Ilhéu do Topo e Costa Adjacente